# Kloster Colégio do Espirito Santo
Das Kloster Colégio do Espirito Santo (oder de São Bernardo) ist eine ehemalige Zisterzienserabtei in der Stadt Coimbra in Portugal.

## Geschichte
Das Kloster in der Universitätsstadt soll 1545 errichtet und 1549 zur Abtei erhoben worden sein. Nach Auflösung des Klosters Estrela im Jahr 1579 wurden dessen Güter auf das Kloster in Coimbra übertragen. Der Zeitpunkt der Auflösung – sicher vor 1834 – ist nicht bekannt. Im 19. Jahrhundert wurde das Kloster in ein Palazzo umgewandelt. 

## Bauten und Anlage
Das Kloster und Kollegium lag im Südteil der Rua da Sofia (Nr. 96) in Coimbra (der Hauptstraße in Richtung Porto). Die „ziemlich heruntergekommene“ Anlage weist zwei Kreuzgänge, davon einen mit toskanischen Säulen, und figürliche Faiencen auf.